# Лихачиха
Лихачиха (укр. Лихачиха) — село, входит в Володарский район Киевской области Украины.
Почтовый индекс — 09352. Телефонный код — 4569. Занимает площадь 0,921 км². Код КОАТУУ — 3221684802.
Население по переписи 2001 года составляло 214 человека.

## Известные люди
В селе родился Улашин, Генрих Владимирович (1874—1956) — русский и польский учёный.

## Местный совет
09352, Київська обл., Володарський р-н, с. Матвіїха, вул. Кооперативна,36